# 499 v.Chr.
Het jaar 499 v.Chr. is een jaartal volgens de christelijke jaartelling.

## Gebeurtenissen

### Italië
- Titus Aebutius Helva wordt benoemd tot consul van de Romeinse Republiek.
- Palestrina loopt over van de Latijnse Liga en kiest de zijde van Rome.

### Perzië
- In Ionië breekt een opstand uit tegen het Perzische gezag onder Aristagoras (499 - 494 v.Chr.) tiran van Milete.
- Milete en andere Ionische steden komen in opstand tegen de Perzen. Het begin van de Eerste Perzische Oorlog.
- Koning Cleomenes I van Sparta weigert de opstand te steunen, Sardis wordt door Ionische Grieken verwoest.
- Miltiades bevrijdt de eilanden Lemnos en Imbros van de Perzische heerschappij.

## Overleden
- Publius Valerius Publicola, Romeins consul (of 503 v.Chr.)